# بيلة غلوتاثيونية
بيلة غلوتاثيونية (بالإنجليزية: Glutathionuria)‏ هي وجود الغلوتاثيون في البول، وهو عيب وراثيٌ نادر في عملية التمثيل الغذائي.
تم التعرف على الحالة في خمسة مرضى.